# Acianthera muscosa
Acianthera muscosa é uma espécie de orquídea (Orchidaceae) originária do Brasil.